# Marc Ouellet
Marc Armand Ouellet, P.S.S. (sinh ngày 8 tháng 6 năm 1944), là một Hồng y người Canada của Giáo hội Công giáo Rôma. Ông là nguyên Tổng trưởng Thánh Bộ Giám mục và Hồng y đẳng Giám mục Nhà thờ San Maria ở Transpontina. Trước đó, ông là Tổng giám mục của Quebec, Canada. Ông được chọn làm Hồng y bởi Giáo hoàng Gioan Phaolô II ngày 21 tháng 10 năm 2003. Ouellet đã được coi là một ứng cử viên để kế vị Giáo hoàng Biển Đức XVI, người đã từ chức ngày 28 tháng 2 năm 2013.
Ouellet nói lưu loát tiếng Anh, Pháp, Tây Ban Nha, Bồ Đào Nha, Ý và Đức. Ông được biết đến vì công việc truyền giáo của mình ở Nam Mỹ.

## Thiếu thời
Ouellet sinh ra ngày 8 tháng 6 năm 1944 trong một gia đình Công giáo có tám người con ở La Motte, Quebec. Cha của ông - Pierre là một người nông dân, một con người tự tìm tòi học hỏi, và sau đó trở thành tổng giám đốc của hội đồng giáo dục của khu vực. Cậu Ouellet đã tham dự sinh hoạt tại Église Saint-Luc (bây giờ là một trung tâm cộng đồng) thường xuyên với gia đình của mình. Khi nhắc lại, ông đã mô tả gia đình của mình thường xuyên thực hiện những hành vi tôn giáo nhưng không phải rất rất mộ đạo. Sở thích thời thơ ấu của ông bao gồm đọc, khúc côn cầu trên băng, săn chim đa đa và đánh bắt cá. Một trong những việc làm mùa hè của ông là chữa cháy rừng. Trong khi bình phục chấn thương khi chơi khúc côn cầu ở tuổi 17, ông đã đọc quyển sách nói về Têrêsa thành Lisieux và bắt đầu một tìm tòi suy nghĩ nhiều hơn về ý nghĩa cuộc đời vị thánh. Pierre đã miễn cưỡng về ý định của con trai ông khi quyết định trở thành linh mục, Marc nói với cha mình đây là một quyết định chắc chắn và kiên vững. Ông được thụ phong linh mục vào năm 1968 tại Eglise Saint-Luc. Tân linh mục Ouellet trở thành linh mục chính xứ ở nhà thờ Saint-Sauveur trong vùng lân cận Val-d'Or. Năm 1970, ông đến Nam Mỹ để giảng dạy trong một chủng viện.

## Giáo sư và nhà thần học
Ouellet đã dành phần lớn sự nghiệp của mình như là một linh mục giáo sư và một giám đốc trong các chủng viện. Ông là một cựu sinh viên của Đại học Giáo hoàng của Thánh Thomas Aquinas Angelicum ở Rome, nơi ông giành được một bằng triết học vào năm 1976. Ông cũng kiếm được một bằng tiến sĩ thần học tín lý của Trường Đại học Giáo hoàng Gregorian (1982).

## Tổng giám mục Hiệu toà
Ouellet được chọn làm Tổng giám mục hiệu toà của Agropoli và thư ký của Hội đồng Giáo hoàng về Hiệp nhất Kitô giáo vào ngày 03 tháng 3 năm 2001. Giáo hoàng Gioan Phaolô II tấn phong cho vị Tân Tổng giám mục, phụ phong với Giáo hoàng còn có Hồng y Angelo Sodano và Giovanni Battista Re trong một buổi lễ diễn ra vào ngày 19 tháng 3 cùng năm tại Vương cung thánh đường Thánh Phêrô.

## Tổng giám mục Quebec
Ngày 15 tháng 11 năm 2002, Tòa Thánh bổ nhiệm Tổng giám mục Ouellwt về quê hương kiêm nhiệm chức vị Tổng giám mục Tổng giáo phận Quebec. Ông giữ chức nhiệm này đến ngày 30 tháng 6 năm 2010 thì chấm dứt.

## Hồng y

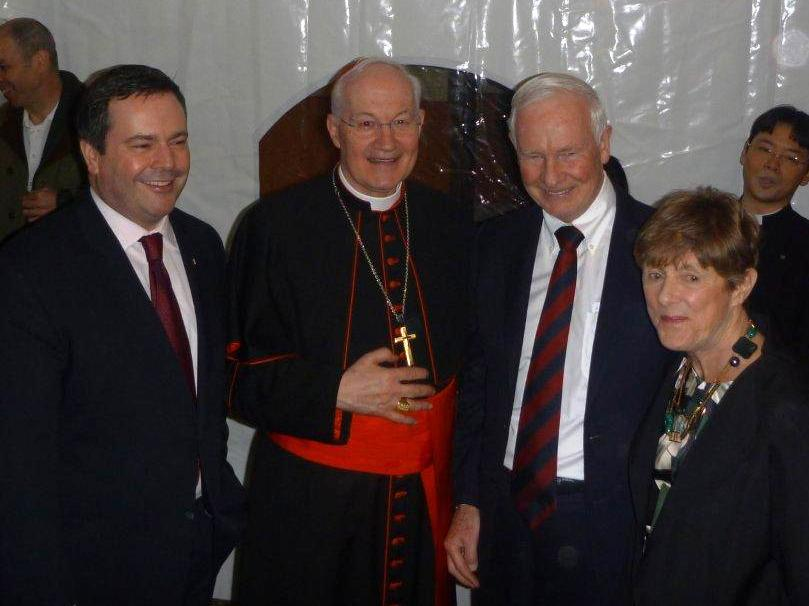
Marc Ouellet và David Lloyd Johnston, Jason Kenney trước ngày Mật nghị Hồng y 2013, chọn giáo hoàng Phanxicô.

Ông đã được vinh thăng Hồng y Linh mục Hiệu toà Santa Maria ở Traspontina bởi Giáo hoàng Gioan Phaolô II trong công nghị Hồng y ngày 21 tháng 10 năm 2003.
Ông là một hồng y cử tri trong mật nghị giáo hoàng năm 2005, và nhiều nhà quan sát tin rằng Ouellet là một ứng viên sáng giá cho ngai giáo hoàng. Một báo cáo cho biết rằng Ouellet đã ủng hộ Hồng y Ratzinger, người đã trở thành Giáo hoàng Biển Đức XVI. Hồng y Ouellet vẫn đủ điều kiện để bỏ phiếu trong các mật nghị giáo hoàng tương lai bắt đầu trước ngày sinh nhật lần thứ 80 của mình vào ngày 08 tháng 6 năm 2024. Ông cũng tham dự Mật nghị Hồng y 2013, mật nghị chọn người kế nhiệm Giáo hoàng Biển Đức XVI, Giáo hoàng Phanxicô.
Quốc tế Đại hội Thánh Thể 2008 diễn ra tại Thành phố Québec, trùng với dịp kỷ niệm 400 năm của phát triển của thành phố. Hồng y Ouellet được bầu làm người ghi âm, hoặc phúc trình viên của Đại hội đồng thường niên lần thứ 12 của Hội đồng Giám mục ở Rôma vào đầu tháng 10 năm 2008.
Trong tháng 6 năm 2011, ông suy đoán về tỷ lệ cược của mình trong một mật nghị giáo hoàng và nói rằng, đối với ông, được chọn làm Giáo hoàng "sẽ là một cơn ác mộng". Ouellet nói rằng trong khi "bạn không thể giữ cho thế giới từ như trong mơ, nhìn thấy khối lượng công việc của Đức Thánh Cha ở cự ly gần khiến các hồng y tiềm năng cảm thấy làm giáo hoàng "không phải là rất tuyệt vời". Ông nói thêm: "Đó là một trách nhiệm nặng nề. Đó là điều mà bạn không nên mong muốn."
Phát biểu sau hội nghị tuyển chọn Giáo hoàng Phanxicô vào ngày 13 tháng 3 năm 2013, Hồng y Ouellet được trích dẫn bởi phương tiện truyền thông cho thấy tên mình xuất hiện trong kết quả bỏ phiếu nhiều hơn một lần.
Ngày 28 tháng 6 năm 2018, Giáo hoàng Phanxicô bất ngờ loan báo sẽ cơ cấu lại Hồng y Đoàn, nâng số lượng Hồng y Đẳng Giám mục lên 10 vị, trong đó bổ nhiệm ông là 1 trong 4 thành viên mới của Đẳng Hồng y Giám mục và giữ nguyên Nhà thờ Hiệu tòa.

## Giáo triều Rôma
Ông là chủ tịch hiện tại của Thánh Bộ Giám mục và Chủ tịch Ủy ban Giáo hoàng về Mỹ Latinh kể từ sự chọn lựa của mình bởi Giáo hoàng Biển Đức XVI vào ngày 30 tháng 6 năm 2010. Ông đã kế vị Giovanni Battista Re, người đã đạt đến giới hạn 80 tuổi.
Ông cũng là một thành viên của Thánh Bộ Phụng Tự và Kỷ Luật Bí Tích, Thánh Bộ Giáo dục Công giáo, Thánh Bộ Giáo Sĩ, Hội đồng Giáo hoàng về Văn hóa, Ban Giáo hoàng về Đại hội Thánh Thể Quốc tế và Thánh Bộ Giáo Lý Đức tin. Những thành viên của các bộ có nhiệm kì là năm năm và có thể tái bổ nhiệm. Là cư dân ở Rome, ông được mời tham dự không chỉ các phiên họp toàn thể của các phòng, ban, mà trên nguyên tắc được tổ chức hàng năm, nhưng cũng có những cuộc họp thường. Ông có một phần trong (thường hàng năm) các cuộc họp của các cơ quan, tổ chức ở Rome. Ông cũng là một thành viên của Hội đồng các Hồng y cho học Nội vụ tổ chức và kinh tế của Tòa Thánh. Ngày 05 tháng 1 năm 2011 ông được bổ nhiệm trong số những thành viên đầu tiên của Hội đồng Giáo hoàng mới được tạo ra cho sự thăng tiến của Truyền giáo mới. Ngày 29 tháng 1 năm 2011, Hồng y Ouellet được bổ nhiệm bởi Giáo hoàng Biển Đức XVI làm một thành viên của Ban thư ký của Nhà nước (phần thứ hai) Ngày 06 tháng 4 năm 2011, Hồng y Ouellet được chọn làm một thành viên của Hội đồng Giáo hoàng về Văn bản pháp lý của Giáo hoàng Biển Đức. Ngày 07 tháng 3 năm 2012 ông được bổ nhiệm làm thành viên của Thánh Bộ Giáo hội Đông Phương.
Ngày 19 Tháng 2 năm 2014, ông đã được tái xác nhận là thành viên của Thánh Bộ các Giáo hội Đông Phương của Giáo hoàng Phanxicô cho đến khi hết nhiệm kỳ năm năm hiện tại của mình.

## Quan điểm

### Thần học
Ouellet liên kết với Communio, một tạp chí của thần học được thiết lập bởi Công giáo sau Công đồng Vaticanô II, và với Hans Urs von Balthasar, một nhà thần học của thế kỷ XX người Thụy Sĩ.

### Cội nguồn Kitô giáo của châu Âu
Vào tháng 2 năm 2011, đức Hồng y Ouellet nói rằng sự tương đối của Kinh thánh, nó phủ nhận giá trị lời nói của Chúa, bao gồm một sự thật biến cố có thể ảnh hưởng nội bộ và bên ngoài Giáo hội. Ông còn nói "Trong những thập niên gần đây, một biến cố lớn đang làm lung lây nền móng văn hóa châu Âu. Một xã hội mới chỉ quan tâm tới quyền lợi đang làm ra luật pháp và đang cố đẩy nguồn gốc Công giáo của châu Âu xuống địa vị nhì trong xã hội. Có vẻ như, trên danh nghĩa của chủ nghĩa thế tục, Kinh thánh cần được sửa lại một cách tương đối cho phù hợp với xã hội vô đạo, làm Kinh thánh hòa tan dần trong một xã hội đa tôn giáo và không còn là tiêu chuẩn văn hóa."

### Diễn giải trong Công đồng Vatican II
Ouellet tin rằng nhiều người Công giáo coi những lời dạy của Công Đồng Vatican II là quá tự do và làm như vậy bị ngắt hiệp thông từ lõi của đức tin của họ. Thuyết tương đối đã dẫn đến các linh mục từ bỏ cuộc sống độc thân, một điều chính yếu trong giáo dục tôn giáo, và một truyền chung của nền chính trị cánh tả - tất cả trong số đó không phải là ý định của Công đồng. Ouellet nói: "Sau công đồng, ý thức trách nhiệm đã được thay thế bởi các ý tưởng trong cuộc đối thoại. Rằng chúng ta cần đối thoại với các tôn giáo khác và không cố gắng để mang lại cho họ các sách Tin Mừng, để chuyển đổi. Kể từ đó, thuyết tương đối đã được phát triển rộng rãi hơn."

### Phương pháp mục vụ
Một báo cáo của National Catholic Reporter dự đoán cuộc bầu cử giáo hoàng năm 2005 đặt Ouellet trong số hai mươi khả năng trở thành giáo hoàng. "Một số người đã làm việc với Ouellet, mô tả ông là người thân thiện, khiêm tốn và linh hoạt, và một người đàn ông biết dùng trí tuệ của mình để lắng nghe người khác."

### Giáo dục Kitô Giáo
Ouellet đã chỉ trích gay gắt trong quá trình văn hóa đạo đức và tôn giáo của Bộ giáo dục Quebec, nói rằng nó tương đối hóa vai trò của đức tin trong lãnh vực tôn giáo và văn hóa.

### Sự bắt bớ Giáo hội
Ouellet đã nói Giáo  hội Công giáo bị bức hại trong thế tục Quebec đương đại về việc nói sự thật.

### Xin lỗi công khai
Trong một bức thư được công bố trong báo Quebec nói tiếng Pháp trên 21 tháng 11 năm 2007, Đức Hồng y Ouellet công khai xin lỗi vì những gì ông mô tả là quá khứ "sai sót" của Giáo hội Công giáo La Mã ở Quebec. Trong số các lỗi ông đã viết về những thái độ, trước 1960, mà thăng "chống Do Thái, phân biệt chủng tộc, thờ ơ với những quốc gia đầu tiên và phân biệt đối xử đối với phụ nữ và người đồng tính."
Một trong những người tiền nhiệm của Ouellet, Jean-Marie-Rodrigue Villeneuve, người từng là Tổng giám mục Quebec 1931-1947, đã phản đối tự do báo chí, tư tưởng và tôn giáo, và tin rằng cấp cho phụ nữ quyền bầu cử sẽ có những ảnh hưởng tai hại về sự hiệp nhất trong gia đình và cơ quan nội. Villeneuve cũng xem mặc quần short là một hành vi phỉ báng phép lịch sự Kitô giáo.
Ouellet nói rằng bức thư của ông được viết để đáp ứng với các phản ứng công khai tuyên bố ông đã gửi cho Ủy ban Bouchard-Taylor, và rằng nó đã được lấy cảm hứng từ một bức thư tương tự ban hành vào năm 2000 bởi Giáo hoàng Gioan Phaolô II.

### Quan điểm về phá thai
Tại một cuộc biểu tình ủng hộ cuộc sống trong năm 2010, Ouellet nói rằng những phụ nữ đã mang thai từ hiếp dâm nên bị từ chối phá thai, nói rằng "Có đã là nạn nhân. Chúng ta có nên làm một số khác?"
Trong tháng 5 năm 2010 Ouellet cho rằng phá thai là vô lý, thậm chí trong trường hợp bị hãm hiếp, và kêu gọi các chính phủ liên bang để giúp phụ nữ mang thai tránh cho con của họ. Ông nói rằng "Các chính phủ tài trợ cho bệnh viện để phá thai. Tôi muốn công bằng cho các tổ chức đang bảo vệ còn là cuộc sống. Nếu chúng tôi có vốn chủ sở hữu trong việc tài trợ những trường hợp để giúp phụ nữ tôi nghĩ rằng chúng tôi sẽ làm cho rất nhiều tiến bộ trong Canada.
Trước đó có hoan nghênh chính phủ Thủ tướng Stephen Harper cho lập trường của mình chống lại việc phá thai tài trợ ở thế giới đang phát triển, ông nói thêm: "Nếu họ không muốn để tài trợ phá thai ở nước ngoài và họ không mang lại ở nhà giúp đỡ nhiều hơn cho phụ nữ để giữ cho con em của họ, tôi nghĩ họ không có tư tưởng không mạch lạc".

### Vấn đề đồng tính luyến ái
Ouellet điều trần trước Thượng viện Canada, thúc giục Thượng nghị sĩ bỏ phiếu chống lại việc hợp pháp hóa hôn nhân đồng tính, đề cập đến nó như là một "giả hôn nhân, một điều không tưởng."

### Phương pháp chọn Tân giám mục
Là trưởng ban cho Thánh Bộ Giám mục, Ouellet đóng một vai trò chính trong việc lựa chọn tổng giám mục và giám mục mới trên toàn thế giới. Giám mục bổ nhiệm trong nhiệm kỳ của ông đã thường được xem như là nhà thần học và các hậu vệ của đức tin. Giám mục bổ nhiệm trong nhiệm kỳ của ông bao gồm: Angelo Scola, Charles J. Chaput, Luis Antonio Tagle, và Charles Morerod.
Ouellet nói: "Hôm nay, đặc biệt là trong bối cảnh xã hội bị tục hóa của chúng tôi, chúng tôi cần các giám mục là những người truyền giáo đầu tiên, và không phải chỉ là các quản trị viên của các giáo phận, người có khả năng rao giảng Tin Mừng, không phải là người duy thần học trung thành với giáo huấn và các đức Giáo hoàng, nhưng cũng có khả năng giảng giải, và nếu cần thiết, bênh vực đức tin công khai. "Ông cũng cảnh báo rằng nếu một linh mục hay giám mục mong muốn và diễn tập để được lên một giáo phận nổi bật," ông ấy tốt hơn nên ở đúng vị trí của mình.